# Guo Shuang
Guo Shuang (郭爽S; Tongliao, 26 febbraio 1986) è una pistard cinese, vincitrice di quattro medaglie olimpiche ai Giochi olimpici di Pechino 2008 e Londra 2012.

## Palmarès
- Giochi olimpici

Pechino 2008: bronzo nella velocità.
Londra 2012: argento nella velocità a squadre e nell'inseguimento individuale, bronzo nella velocità.
- Campionati del mondo di ciclismo su pista

Bordeaux 2006: bronzo nel keirin e nella velocità.
Palma di Maiorca 2007: argento nel keirin e nella velocità.
Pruszków 2009: oro nel keirin.
Ballerup 2010: argento nella velocità.
Apeldoorn 2011: bronzo nella velocità a squadre.
Melbourne 2012: bronzo nella velocità a squadre.
Minsk 2013: argento nella velocità a squadre.
- Giochi asiatici

Canton 2010: oro nella velocità, argento nella 500 m a cronometro.
- Universiadi

Shenzen 2011: oro nella velocità.